# カン・ソンギュ
カン・ソンギュ（姜成圭、ハングル表記：강성규、1991年1月27日 - ）は、大韓民国の韓国放送公社 (KBS) 所属のアナウンサー。2009年に高麗大学校に入学し、2016年に卒業した。同年KBSの第43期公募採用でアナウンサーとして採用され入局した。2000年3月に放送開始した『挑戦! ゴールデンベル』の8人目の男性司会者として番組を担当した。2020年から2022年まで放送された『グッモーニング大韓民国ライブ』の司会進行の一人として番組を担当した。2023年5月からは『KBSニュース7』のアンカーを務めている。